# Новгородцев, Николай Дмитриевич
Николай Дмитриевич Новгородцев — советский хозяйственный и государственный деятель, лауреат Государственной премии СССР за выдающиеся достижения в труде.

## Биография
Родился в 1945 году в Ревде. Член КПСС.
Окончил ремесленное училище.
В 1961—1963 — автослесарь в Челябинске.
В 1963—1966 — военнослужащий Советской армии, специалист колесных машин в подразделении обеспечения, помощник преподавателя по тактике военно-финансового училища в Ярославле.
В 1966—1967 — горнорабочий очистного забоя циркониевой шахты «Капитальная».
В 1967—1992 — горнорабочий очистного забоя слюдяной шахты треста «Мамслюда», бригадир горнорабочих очистного забоя горно-обогатительного комбината «Мамслюда» Министерства цветной металлургии СССР.
За выдающиеся достижения в труде, большой личный вклад в дело внедрения прогрессивных форм организации труда был в составе коллектива удостоен Государственной премии СССР за выдающиеся достижения в труде 1982 года.
В 1992—2010 — рабочий в кооперативных организациях, на заводе АТЭ и контейнерной площадке железнодорожной станции, на заводе «Металл-строй-детали» в городе Старый Оскол Белгородской области.
Живёт в Старом Осколе Белгородской области.

## Награды
- Орден Трудовой Славы II степени
- Орден Трудовой Славы III степени